# 姜文炳
姜文炳，清朝官員，本籍江西。監生出身。

## 生平
姜文炳於1793年（乾隆58年）接替程文炘，於台灣台北地區擔任台灣府淡水廳新莊縣丞一職，是大台北地區的地方父母官。